# 銀河系外惑星

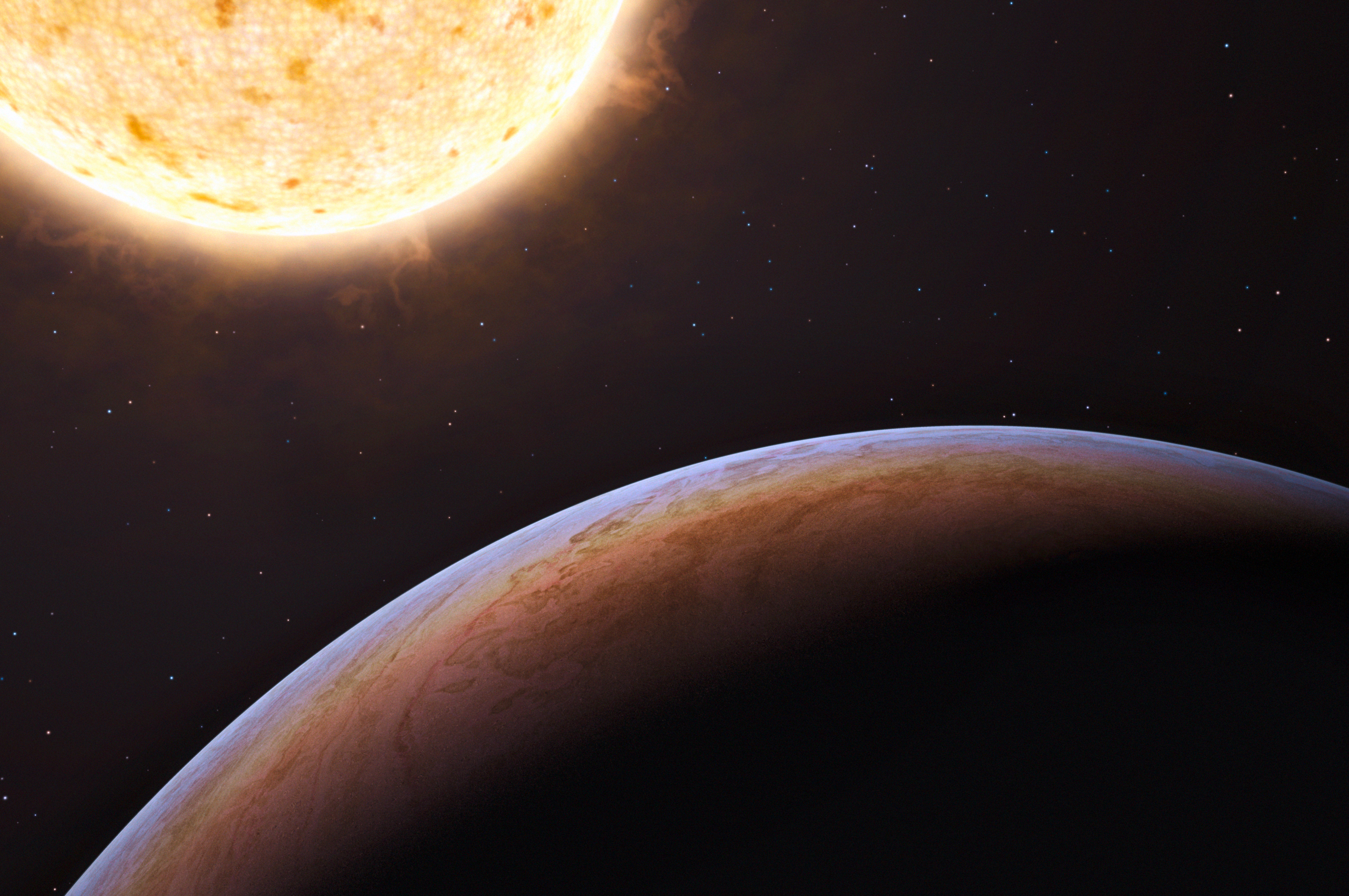
HIP 13044 bは銀河系外に起源を持つ惑星として最初に発見されたものである。

銀河系外惑星（ぎんがけいがいわくせい、extragalactic planet）とは、銀河系（天の川銀河）の外にある惑星の総称である。銀河系外太陽系外惑星（extragalactic extrasolar planet, extragalactic exoplanet）とも呼ばれる。単に「系外惑星」といった場合は太陽系外惑星を指すことが多い。

## 事例

### QSO B0957+561に関連した惑星
1996年、天文学者のR.E.Schild は、おおぐま座にあるクエーサー、QSO B0957+561の2つの像のうち、Aで重力マイクロレンズを観測し、この現象は地球質量の3倍の惑星が引き起こしたと推定した。惑星は、クエーサーの手前に横たわり強い重力レンズ効果を引き起こしている銀河YGKOW G1に属すると考えられている。これは銀河系外惑星が報告された最初の例である。ただし同じ天体がマイクロレンズを起こすのは一度きりなので、観測に再現性は無い。惑星が実在すれば49億光年の距離にあると思われている。

### アンドロメダ銀河の惑星
重力マイクロレンズを利用してアンドロメダ銀河で惑星と思われる天体が発見された。光度変化のパターンは6から7木星質量の惑星を従えた恒星によるものに一致していた。これはアンドロメダ銀河に惑星が報告された最初の例となった。ただしこの報告もマイクロレンズ現象に基づいており、再現性は無い。

### HIP 13044
HIP 13044は太陽系外惑星を持つ恒星で、太陽から2000光年の距離にある銀河系内の天体である。したがってその惑星HIP 13044 bは現在は銀河系外惑星ではない。ただし、この惑星系はヘルミストリームと呼ばれる恒星ストリームに属している。ヘルミストリームは60億年前に銀河系と衝突合体した矮小銀河の名残だと考えられている。HIP 13044系の年齢は60億年より古いため、HIP 13044 bはかつては銀河系外惑星だったと言える。
ただし後のデータの再解析では惑星の検出には否定的な結果が得られており、この惑星が実在するかは未確定の状態にある。

### M51-ULS-1
2020年9月、子持ち銀河の中に最初の銀河系外惑星となる可能性があるM51-ULS-1bの発見が報告された。主星のM51-ULS-1は連星で、1つはブラックホールまたは中性子星である。もう1つは巨大な恒星である。X線を利用したトランジット法で銀河系外惑星を発見することが可能であるかもしれない。